# Rhamphomyia ravida
Rhamphomyia ravida är en tvåvingeart som beskrevs av Daniel William Coquillett 1895. Rhamphomyia ravida ingår i släktet Rhamphomyia och familjen dansflugor. Inga underarter finns listade i Catalogue of Life.